# 秦耕介
秦 耕介（はた こうすけ、1995年7月15日 - ）は、日本の男子バレーボール選手である。

## 来歴
神奈川県横浜市出身。両親がバレーボールをしていて、特に母は東芝シーガルズ（岡山シーガルズの前身）でプレーしていた。自身も両親の影響を受け、小学校低学年の頃にバレーボールを始めた。小学3年生の時に両親が設立した「横浜バッド」というジュニアチームに入った。
中学は、東京都北区の駿台学園中学校に進学し、高校も駿台学園高等学校に進学した。
筑波大学を経て、2017年、サントリーサンバーズの内定選手となり、2018年入団。
2018年11月3日、2018-19 V.LEAGUE DIVISION1 MENのVC長野トライデンツ戦第3セットで小野遥輝に代わりリリーフサーバーで出場しV.LEAGUEデビューを果たした。
2023年、2022-23シーズン終了をもってサントリーサンバーズを退団し、同年8月1日、ジェイテクトSTINGSに移籍した。

## 所属チーム
- 駿台学園高等学校（2011-2014年）
- 筑波大学（2014-2018年）
- サントリーサンバーズ（2018-2023年）
- ジェイテクトSTINGS/ジェイテクトSTINGS愛知（2023年-）